# Felicjan Sławoj Składkowski
Felicjan Sławoj Składkowski, né le 9 juin 1885 à Gąbin (alors dans l'Empire russe, aujourd'hui dans la voïvodie de Mazovie), mort le 31 août 1962  à Londres, est un médecin, militaire et homme d'État polonais.
Il est président du Conseil des ministres polonais (premier ministre) de mai 1936 à septembre 1939, le plus long mandat pour un premier ministre polonais pendant l'entre-deux guerres,.
Né catholique mais converti au calvinisme, il fut donc aussi le premier protestant à être nommé à ce poste.

## Biographie
Felicjan Składkowski fait des études de médecine, d'abord à Varsovie, puis après son exclusion par les autorités russes, à Cracovie (alors en territoire autrichien).
Durant la Première Guerre mondiale, il rejoint les Légions polonaises de Piłsudski.
En 1924, il suit en France les cours de l'École supérieure de guerre et est nommé général de brigade.
Il rencontre une Française, Germaine Susanne Coillot, qu'il épouse après un divorce d'avec sa première femme Jadwiga Szoll prononcé en 1925.
Au moment du Coup d'État de mai, il soutient le maréchal Piłsudski. Après avoir exercé les fonctions de commissaire du gouvernement pour la ville de Varsovie, il devient ministre de l'Intérieur dans trois gouvernements successifs. En 1936, dans un contexte de concurrence entre les successeurs de Piłsudski - la président Ignacy Mościcki et le maréchal Edward Rydz-Śmigły - après la mort de l'ancien chef de l'État, il est nommé chef du gouvernement, dans lequel siègent plusieurs colonels comme Józef Beck, Marian Zyndram-Kościałkowski, Juliusz Ulrych (pl) et Emil Kaliński (pl), et conserve ce poste jusqu'à l'invasion allemande en septembre 1939.
Interné alors en Roumanie où les membres de son gouvernement s'étaient réfugiés avant de transmettre leurs pouvoirs, il n'est pas autorisé par son successeur le général Władysław Sikorski à rejoindre la France pour combattre. Il séjourne en Bulgarie, en Turquie puis en Palestine jusqu'en 1947.
Il se remarie avec Jadwiga Dołęga-Mostowicz et est actif dans les milieux de l'immigration polonaise en Angleterre, où il meurt en 1962. Ses cendres sont transférées au Cimetière de Powązki à Varsovie après la fin du régime communiste en 1990.